# Złamanie kości łódeczkowatej
Złamanie kości łódeczkowatej – najczęstsze złamanie kości wśród złamań kości nadgarstka. 

## Mechanizm złamania
Do złamania kości łódeczkowatej dochodzi zwykle w mechanizmie pośrednim – upadku i podparcia ręką wyprostowaną w stawie promieniowo-nadgarstkowym, przedramię jest wtedy ustawione w nawróceniu.

## Objawy złamania
Tkliwość tabakierki anatomicznej, bolesne odwracanie przedramienia, ból podczas ucisku w osi II kości śródręcza. Obraz RTG często jest niejednoznaczny. Konieczne jest wykonanie RTG w projekcjach: ap, bocznej oraz skośnych. Często konieczne jest powtórzenie RTG po 7–14 dniach lub wykonanie badania metodą tomografii komputerowej (TK). 

## Leczenie
Leczenie zachowawcze jest długotrwałe – 10–12 tygodni w opatrunku gipsowym (tzw. 'rękawiczka balowa' lub 'grający na cytrze'). Z uwagi na bardzo częsty brak zrostu, leczenie zachowawcze powinno być stosowane w ostateczności.  
W leczeniu operacyjnym stosowane są m.in. przeszczepy kostne i stabilizacja śrubą Herberta (śruba kaniulowana, o mniejszym skoku gwintu bliżej łba i większym bliżej końca, co zapewnia docisk odłamów).

## Powikłania
Brak zrostu grozi jałową martwicą i artrozą stawu promieniowo-nadgarstkowego.